# Employment at will
Employment at will is de doctrine die in het Amerikaanse recht het ontslagrecht regelt. Het idee is dat een arbeidsrelatie tussen een werknemer en een werkgever op vrijwillige basis is. Dit betekent dat beide partijen de overeenkomst mogen beëindigen wanneer ze willen, zonder enige wederzijdse aansprakelijkheid. Bij dergelijk ontslag hoeft geen argumentatie te worden opgegeven. Op deze doctrine bestaan uitzonderingen, bijvoorbeeld wanneer het ontslag in strijd zou zijn met de wet of de openbare orde.
Employment at will is altijd onderwerp van debat geweest. Conservatieve stromingen in de V.S. zijn altijd sterk tegen overheidsbemoeienis geweest, en vinden dan ook dat de overheid zich niet dient te bemoeien met commerciële beslissingen van de werkgever. De linkervleugel van de Amerikaanse politiek vindt echter dat employment at will leidt tot willekeur en te "hard" is.
De doctrine heeft als gevolg dat werknemers worden geprikkeld hun best te (blijven) doen. Wie gewoon zijn werk goed doet hoeft geen last van employment at will te hebben. Bedrijven in financiële problemen kunnen makkelijker snoeien in personeelskosten door personeel en masse te ontslaan.
Nadelen zijn dat het systeem competitie en pesten op de werkvloer in de hand werkt, en dat werkgevers misbruik kunnen maken van het recht om iemand zomaar te kunnen ontslaan, bijvoorbeeld door hen gevaarlijk of illegaal werk te laten doen.

## De werking van employment at will
In beginsel betekent employment at will dat een werknemer letterlijk van het ene op het andere moment zijn baan op kan zeggen. Weliswaar krijgt een werknemer die ontslag neemt zonder enige notificatie geen vakantiedagen uitbetaald, maar de werkgever kan hem verder nergens meer toe verplichten. Aan de andere kant betekent dit wel dat ook de werkgever de werknemer van de ene op de andere dag zijn ontslag kan aanzeggen. Ook wegens redenen die de werknemer oneerlijk vindt, of zelfs zonder enige opgave van reden. Opzegtermijnen zijn niet van toepassing. Het gevolg is dat ontslag zeer snel en makkelijk kan gebeuren. Ook is het vaak niet eens nodig een werknemer van tevoren te waarschuwen.
Er zijn een aantal uitzonderingen op de employment at will-doctrine. Deze kunnen worden onderverdeeld in een aantal categorieën:
- Een wettelijke bepaling op staats- of federaal niveau beperkt expliciet de employment at will-doctrine.
- Het ontslag kan in strijd zijn met de openbare orde.
- De werknemer valt onder een speciale regeling. Dit komt niet veel voor, maar sommige categorieën werknemers (bijvoorbeeld hoogleraren) genieten een speciale bescherming tegen ontslag.
- Het ontslag verbreekt een "implied contract" (impliciet contract) en is strijdig met de goede trouw.

Vanaf de tweede helft van de 20e eeuw is employment at will beperkt in de volgende federale wetten:
- Age Discrimination in Employment Act of 1967 (biedt bescherming tegen discriminatie van oudere werknemers)
- Americans with Disabilities Act of 1990 (beschermt tegen discriminatie van gekwalificeerd personeel met een arbeidshandicap)
- Bankruptcy Act of 1978 (het is verboden iemand te ontslaan omdat hij failliet is of in het verleden een faillissementsprocedure heeft doorlopen)
- Civil Rights Act of 1964 (beschermt tegen ras-, nationale achtergrond-, leeftijds-, kleur-, religie- en seksediscriminatie)
- Civil Rights Act of 1991
- Civil Service Reform Act of 1978 (versterkt eerdere anti-discriminatiebepalingen, verbiedt discriminatie op seksuele geaardheid, en voorziet in een beroepsprocedure)
- Consumer Credit Protection Act of 1968 (verbod op ontslag wegens het hebben van een schuld)
- Employee Polygraph Protection Act of 1988
- Employee Retirement Income Security Act of 1974 (verbiedt o.a. ontslagen die enkel worden verleend om een werknemer van zijn pensioenrechten af te houden)
- Fair Credit Reporting Act of 1999
- Fair Labor Standards Act of 1938 (beschermt werknemers tegen slechte arbeidsomstandigheden en verbiedt werkgevers hen te ontslaan wegens het doen gelden van de rechten uit deze wet)
- Family and Medical Leave Act of 1993 (staat 12 weken onbetaald verlof toe zonder verlies van baan of eventuele collectieve ziektekostenverzekering)
- Immigration Reform and Control Act of 1986
- Judiciary and Judicial Procedure Act of 1948 (het is verboden een werknemer te ontslaan omdat hij aan zijn juryplicht moet voldoen)
- Labor Management Relations Act of 1947 (het is verboden een werknemer te ontslaan wegens vakbondslidmaatschap of -activiteiten)
- Mine Safety and Health Act of 1977
- Railroad Safety Act of 1970
- Rehabilitation Act of 1973
- Uniformed Services Employment and Reemployment Rights Act of 1994 (USERRA)
- Vietnam Era Veterans' Readjustment Assistance Act of 1974 (speciale bescherming voor Vietnamveteranen)
- Een aantal wetten biedt bescherming voor klokkenluiders die misstanden melden die ze waarnemen in hun bedrijf. Hieronder vallen onder andere milieuregels, maar ook de Sarbanes-Oxley wet. Zo beschermt de Whistleblower Protection Act of 1989 werknemers in de publieke sector tegen ontslag wegens het rapporteren van wetsovertredingen. Voorwaarde is wel dat de klokkenluider de overtreding  rapporteert aan de juiste autoriteit. Klagen binnen het bedrijf is niet voldoende.
- Worker Adjustment and Retraining Notification Act of 1988.

Deze wettelijke uitzonderingen hebben voor een groot deel met elkaar gemeen dat ze discriminatoire ontslagen beperken. Een ontslag is niet alleen discriminatoir als de discriminatie direct is, maar ook als deze indirect is. Men mag bijvoorbeeld niet iemand ontslaan omdat hij bepaalde Oosterse kleding als dat een uitvloeisel is van zijn nationale afkomst.
Een andere gemeenschappelijke categorie is de bescherming van klokkenluiders. Iemand mag kortweg niet ontslagen worden als hij gebruikmaakt van een wettelijk klacht- of beroepsrecht, lid is van een vakbond of protesteert tegen slechte werkomstandigheden of wetsovertredingen. Ook personen die actief zijn in een vakbond mogen in veel gevallen niet worden ontslagen vanwege deze activiteiten. Deze gevallen zijn wel limitatief: wanneer er geen wet expliciet bescherming biedt, is er geen bescherming. Het idee hierachter is dat employment at will niet mag worden misbruikt om werknemersbescherming uit te hollen.
Ook is er een categorie van werknemers die afwezig moeten zijn van hun werk omdat ze een wettelijke verplichting moeten vervullen, en daarom beschermd wordt tegen ontslag. Hierbij valt ten eerste te denken aan dienst- en juryplicht; het vervullen hiervan dient niet tot verlies van de baan te leiden, ook omdat het hebben van een baan geen vrijstellingsgrond voor deze verplichtingen is. 
Ten slotte bestaat er een restcategorie van personen die beschermd worden omdat ze wegens omstandigheden kwetsbaar zijn; hierbij valt vooral te denken aan werknemers met financiële problemen. Hoewel dit vanuit het oogpunt van een werkgever een risico is, is het uiteraard niet de bedoeling dat men door financiële problemen ook nog eens ontslagen wordt waardoor men in een vicieuze cirkel terechtkomt.
De Uniform Law Commissioners hebben in 1991 de Model Employment Termination Act voorgelegd. Dit is echter geen wet, maar een aanbeveling tot wetgeving aan de Amerikaanse staten. Niettemin hebben, zoals gebruikelijk in bij modelwetten van de Uniform Law Commissioners, de meeste staten deze regeling gecodificeerd. Een wetgever is volgens de Model Employment Termination Act verplicht een "goede reden" te geven. Wat een "goede reden" is blijft echter nog steeds onderwerp van discussie, en verschilt van staat tot staat. Aangezien de Verenigde Staten een common law-systeem hanteren en een federatie vormen heeft iedere staat ook eigen jurisprudentie hierover. In veel gevallen wordt een "goede reden" aanwezig geacht wanneer het bedrijf de werknemer ten minste aantoonbaar een waarschuwing heeft gegeven. De Model Employment Termination Act tornt echter nadrukkelijk niet aan de reden zelf.
De verschillende staten kunnen uiteraard ook extra beschermende wetgeving aannemen voor bepaalde categorieën werknemers, en hebben dit ook gedaan. Of en in hoeverre dit geschiedt is uiteraard een beslissing van de wetgever van de staat zelf. Hierdoor zal het dus een groot verschil maken in welke staat men werkt of en op welke gronden een ontslag aangevochten kan worden.

### Strijd met de openbare orde
Deze uitzonderingsgrond is in 43 staten door verschillende rechters geaccepteerd. Het komt erop neer dat een werknemer niet mag worden ontslagen omdat hij of zij het bedrijf of werknemers belemmert in gedragingen die in strijd met de wetgeving op federaal of lager niveau zijn. In sommige gevallen is dit al wettelijk op federaal niveau vastgelegd (Whistleblower Protection Act), maar er zijn gevallen denkbaar waarin geen geschreven wet bestaat en de beslissing dus aan de rechter wordt overgelaten.
Voorbeeld: In veel staten is alcoholgebruik onder de leeftijd van 21 jaar verboden. De eigenaar van de bar komt op een avond met zijn 18-jarige zoon die een whiskey bestelt. De barman weigert omdat hij weet dat de jongen 18 is. De eigenaar dringt aan en als de barman blijft weigeren ontslaat de eigenaar de barman. Dit ontslag is in strijd met de openbare orde omdat de werknemer een wettelijke plicht naleefde.

### De aanwezigheid van een impliciet contract
In acht staten erkent men ook de aanwezigheid van een "implied contract" (impliciet contract) als uitzonderingsgrond op employment at will. Een impliciet contract wordt aanwezig geacht als de werknemer en werkgever zich zodanig hebben gedragen dat daaruit de intentie van het hebben van een arbeidsrelatie voor langere tijd blijkt, ook al is er geen geschreven contract aanwezig.

### Bewijsproblematiek
Wie een beroep doet op een uitzondering, zal moeten bewijzen dat de uitzondering van toepassing is. Meestal is dit erg moeilijk. Een werkgever kan bijvoorbeeld een werknemer ontslaan omdat hij homoseksueel is (wat expliciet verboden is bij de federale wet), maar hoeft geen motivering voor zijn ontslag te geven. Bovendien kan hij liegen en een andere reden naar voren brengen. Als er überhaupt al een reden wordt gegeven zal dat in praktijk vrijwel altijd 'disfunctioneren' of 'niet in het team passen' zijn.
Het is dan aan de werknemer te bewijzen dat er een andere reden is, wat niet makkelijk is gezien het feit dat hij geen toegang meer heeft tot zijn werkplek en computer. Ook zullen (ex-)collega's huivering zijn ten faveure van een werknemer te getuigen, uit angst voor consequenties voor de eigen carrière. Hier komt het algemene praktische probleem in onslagzaken bij dat zelfs bij herstel in rechte van de arbeidsrelatie de relatie tussen werknemer en werkgever door het ontslag of de reden daarachter (onherstelbaar) is beschadigd en er weinig motivering voor verdere samenwerking meer is.